# Amritsars flygplats
Amritsar är en flygplats i Indien.   Den ligger vid staden Amritsar i delstaten Punjab, i den norra delen av landet, 400 km nordväst om huvudstaden New Delhi. Amritsar ligger 230 meter över havet.
Terrängen runt Amritsar är mycket platt. Runt Amritsar är det tätbefolkat, med 550 invånare per kvadratkilometer. Närmaste större samhälle är Amritsar, 12,2 km sydost om Amritsar. Trakten runt Amritsar består till största delen av jordbruksmark.